# Vincent Baggetta
Vincent Baggetta (ur. 7 grudnia 1944 w Paterson, zm. 9 maja 2017 w Los Angeles) – amerykański aktor filmowy i telewizyjny pochodzenia włoskiego.

## Wybrana filmografia
- 1963: Strefa mroku jako Sailor
- 1965: Żandarm w Nowym Jorku (Le Gendarme à New York) jako Włoch
- 1974: Kojak jako Nino La Rocca / La Rocca
- 1975: Starsky i Hutch jako Jerry Neilan
- 1975: Kojak jako Arnold B. Saxler
- 1977: Statek miłości jako hydraulik Frank Vallone
- 1987: Barnaby Jones jako Dave Harmon
- 1980: Aniołki Charliego jako Harley Dexter
- 1983: Remington Steele jako Paul Dominick
- 1984: Posterunek przy Hill Street jako Dave Marino / Tony Marino
- 1984: Drużyna A jako Joey Epic
- 1984: Tylko jedno życie jako David Renaldi
- 1985: Napisała: Morderstwo jako Frank Lapinski
- 1986: Dynastia Colbych jako John Moretti, zastępca prokuratora okręgowego
- 1986: Hardcastle i McCormick jako Ricky Gennarro
- 1986: Riptide jako Michael Todd
- 1987: Napisała: Morderstwo jako Bert Puzo
- 1988: Magnum jako Gary Rankin, oskarżyciel
- 1990: Napisała: Morderstwo jako Antonio Carboni
- 1994: Dni naszego życia jako Ray Morelli
- 1994: Nowojorscy gliniarze jako Danny Deluca
- 1995: Renegat jako kapitan policji